# Suède aux Jeux olympiques de 1908
Terminant à la 3ème place au classement des nations, la délégation suédoise a enregistré au cours de ces jeux de remarquables performances, dans diverses disciplines. Ses plongeurs notamment se sont distingués en réalisant un triplé à la plateforme de 10 m. Tout comme l’équipe de patinage artistique qui a elle aussi accaparé les trois premières places de l’épreuve individuelle. Avec sur la plus haute marche du podium Ulrich Salchow, l’une des gloires du sport suédois,  qui terminera sa carrière avec 10 titres mondiaux  et 9 couronnes européennes. Les représentants de la Suède ont également brillé dans les épreuves de tir (5 médailles dont 2 en or), de lutte et de waterpolo. Par ailleurs, l’équipe suédoise de gymnastique a remporté la médaille d’or au concours par équipe.

## Bilan global
| Sport               | Médaille d'or, Jeux olympiques | Médaille d'argent, Jeux olympiques | Médaille de bronze, Jeux olympiques | Total |
| Athlétisme          | 2                              | 0                                  | 3                                   | 5     |
| Gymnastique         | 1                              | 0                                  | 0                                   | 1     |
| Lutte               | 1                              | 1                                  | 0                                   | 2     |
| Natation            | 0                              | 0                                  | 2                                   | 2     |
| Patinage artistique | 1                              | 1                                  | 1                                   | 3     |
| Plongeon            | 1                              | 1                                  | 1                                   | 3     |
| Tennis              | 0                              | 0                                  | 2                                   | 2     |
| Tir                 | 2                              | 2                                  | 1                                   | 5     |
| Voile               | 0                              | 1                                  | 0                                   | 1     |
| Water-polo          | 0                              | 0                                  | 1                                   | 1     |
|                     | 8                              | 6                                  | 11                                  | 25    |

## Liste des médaillés

### Médailles d'or

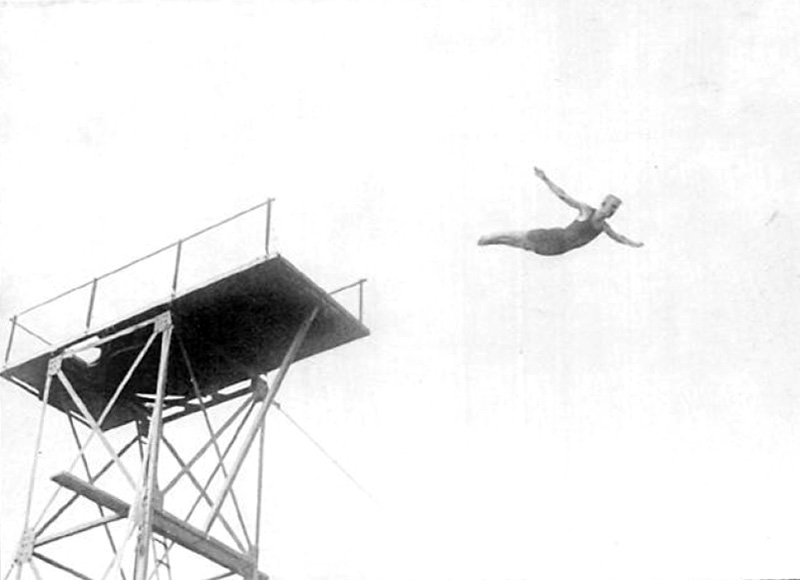
Arvid Spångberg, médaillé de bronze lors de l'épreuve de plateforme à 10 mètres

| Sport                                              | Discipline                                            | Sportifs |
| Médailles d’or 8                                   |                                                       | |
| Athlétisme                                         |                                                       | |
| Lancer du javelot                                  | Eric Lemming                                          | |
| Lancer du javelot style libre                      | Eric Lemming                                          | |
| Gymnastique                                        | Concours par équipes                                  | Gösta Åsbrink, Carl Bertilsson, Hjalmar Cedercrona Andreas Cervin, Rudolf Degermark, Carl Folcker Sven Forssman, Erik Granfelt, Carl Hårleman Nils Hellsten, Gunnar Höjer, Arvid Holmberg Carl Holmberg, Oswald Holmberg, Hugo Jahnke John Jarlén, Gustaf Johnsson, Rolf Johnsson Nils von Kantzow, Sven Landberg, Olle Lanner Axel Ljung, Osvald Moberg, Carl Martin Norberg Erik Norberg, Tor Norberg, Axel Norling Daniel Norling, Gösta Olson, Leonard Peterson Sven Rosén, Gustaf Rosenquist, Axel Sjöblom Birger Sörvik, Haakon Sörvik, Karl Johan Svensson Karl Gustaf Vinqvist, Nils Widforss |
| Lutte                                              |                                                       | |
| Lutte libre poids moyens                           | Frithiof Mårtensson                                   | |
| Plongeon                                           |                                                       | |
| Plateforme à 10 m                                  | Hjalmar Johansson                                     | |
| Patinage artistique                                |                                                       | |
| Individuel Hommes                                  | Ulrich Salchow                                        | |
| Tir                                                |                                                       | |
| 100 m tir au cerf courant coup simple              | Oscar Swahn                                           | |
| 100 m tir au cerf courant coup simple, par équipes | Arvid Knöppel, Ernst Rosell Alfred Swahn, Oscar Swahn | |

### Médailles d'argent
| Sport                                | Discipline                                                                                                   | Sportifs          |
| Médailles d’argent 6                 | |                   |
| Lutte                                | Poids moyens                                                                                                 | Mauritz Andersson |
| Patinage artistique                  | |                   |
| Individuel Hommes                    | Richard Johansson                                                                                            |                   |
| Plongeon                             | |                   |
| Plateforme à 10 m                    | Karl Malmström                                                                                               |                   |
| Tir                                  | |                   |
| 50+100y petite carabine, par équipes | Eric Carlberg, Vilhelm Carlberg Frans Albert Schartau, Johan Hübner von Holst                                |                   |
| Rifle libre, par équipes             | Per Olof Arvidsson, Janne Gustafsson Axel Jansson, Gustaf Adolf Jonsson Claës Rundberg, Gustav Adolf Sjöberg |                   |
| Voile                                | |                   |
| 8 mètres JI                          | Vinga Carl Hellström, Edmund Thormählen Erik Wallerius, Eric Sandberg Harald Wallin                          |                   |

### Médailles de bronze
| Sport                                         | Discipline | Sportifs |
| Médailles de bronze 11                        | |          |
| Athlétisme                                    | |          |
| 5 miles                                       | Johan Svanberg |          |
| Saut à la perche                              | Bruno Söderström |          |
| Lancer du javelot                             | Otto Nilsson |          |
| Natation                                      | |          |
| 100 m nage libre                              | Harald Julin |          |
| 200 m brasse                                  | Pontus Hansson |          |
| Plongeon                                      | |          |
| Plateforme à 10 mètres                        | Arvid Spångberg |          |
| Patinage artistique                           | |          |
| Individuel Hommes                             | Per Thoren |          |
| Tir                                           | |          |
| 100m tir au cerf courant, coup double         | Oscar Swahn |          |
| Tennis                                        | |          |
| Tournoi sur courts couverts, simple dames     | Märtha Adlersträhle |          |
| Tournoi sur courts couverts, double messieurs | Wollmar Boström, Gunnar Setterwall                                                                                          |          |
| Water polo                                    | |          |
| Equipe                                        | Robert Andersson, Erik Bergvall, Pontus Hanson (capitaine) Harald Julin, Torsten Kumfeldt, Axel Runström Gunnar Wennerström |          |